# Arturo Lona Reyes
Arturo Lona Reyes (Aguascalientes, 1 de noviembre de 1925-Lagunas, Oaxaca, 31 de octubre de 2020) fue un religioso, obispo y teólogo mexicano. 

## Vida
Conocido como el obispo de los pobres. Fue ordenado sacerdote el 15 de agosto de 1952 y consagrado obispo de Tehuantepec el 15 de agosto de 1971 por Paulo VI. Renunció a este cargo en 2001. Entre otras funciones, fue presidente de la Comisión Episcopal de Indígenas en 1972 y fundador del Centro de Derechos Humanos Tepeyac de Tehuantepec. 
En 2008 fue galardonado con el XVI Premio Nacional de Derechos Humanos Don Sergio Méndez Arceo como: «reconocimiento a toda una vida entregada en la defensa y promoción de los Derechos Humanos de los pobres e indígenas de Huejutla, Hidalgo y en Tehuantepec, Oaxaca». Precisamente, por su trabajo con las comunidades indígenas, Lona Reyes, partidario de la teología de la liberación, sufrió once atentados contra su persona.
El 15 de octubre de 2020 fue hospitalizado en el hospital Médica Sur de Lagunas en Oaxaca. Murió el 31 de octubre de 2020 a los noventa y cuatro años.